# Liparis yamadae
Liparis yamadae là một loài thực vật có hoa trong họ Lan. Loài này được (Tuyama) Fosberg & Sachet mô tả khoa học đầu tiên năm 1988.